# Niarada
Niarada ist ein census-designated place (CDP) im Flathead, Lake und Sanders County im US-Bundesstaat Montana mit 28 Einwohnern (Stand: 2020). Die Bevölkerungsdichte liegt bei 0,4 Einwohner pro km².